# Gerardo Machado
Gerardo Machado, född 18 november 1871 i Camajuaní, död 29 mars 1939 i Miami Beach, Florida, var Kubas president och diktator mellan 1925 och 1933. Han störtades efter omfattande politiska oroligheter, varpå arméchefen Fulgencio Batista kort därefter grep makten.
Machado kom från en fattig bakgrund och arbetade enligt egen utsago med boskap innan han deltog i upproren som gjorde Kuba självständigt från Spanien 1898-1902. Från en sysselsättning som slaktare i tidig ålder hade han tre fingrar på vänster hand.